# Vallehermoso, Mexiko
Vallehermoso är en ort i Mexiko.   Den ligger i kommunen Bacalar och delstaten Quintana Roo, i den östra delen av landet, 1 100 km öster om huvudstaden Mexico City. Vallehermoso ligger 26 meter över havet och antalet invånare är 545.
Terrängen runt Vallehermoso är mycket platt. Runt Vallehermoso är det mycket glesbefolkat, med 7 invånare per kvadratkilometer. Närmaste större samhälle är Los Divorciados, 14,0 km sydost om Vallehermoso. I omgivningarna runt Vallehermoso växer i huvudsak städsegrön lövskog.